# Jean-Claude Delorme
Jean-Claude Delorme est un avocat et administrateur québécois né le 22 mai 1934 et mort à Montréal le 7 septembre 2006.

## Biographie
Il a fait des études de droit à l'Université de Montréal en 1959 et est admis au Barreau en 1960. Il est membre de Bilderberg. Il a été secrétaire et conseiller juridique de l'Exposition universelle de 1967 (Expo 67).
Il a été codirecteur de la caisse de dépôt et de placements du Québec avec Guy Savard.

## Honneurs
- 1967 -  Officier de l'Ordre du Canada[4]
- 1982 - Ordre du Mérite
- 1987 -  Officier de l'Ordre national du Québec[5]